# Daniel Canty
Pour les articles homonymes, voir Canty.
Daniel Canty, né le 30 avril 1972 à Lachine, est un écrivain, scénariste, artiste, traducteur littéraire et réalisateur québécois vivant à Montréal.

## Biographie

### Études et inspirations
Né le 30 avril 1972 à Lachine, Daniel Canty a étudié la littérature et la philosophie des sciences à Montréal, à l’Université du Québec à Montréal (UQAM), l’édition à Vancouver, à la Simon Fraser University, et le cinéma à New York ainsi qu'à l’INIS, et a suivi un stage avec Robert Lepage à Ex Machina,. Finaliste de la bourse Rhodes et de celle du Commonwealth, il n’a cessé depuis de créer une œuvre protéiforme, multiplateforme, aux confluents de la littérature, de la « mise en livre », de la technologie numérique et du cinéma. Avec quelques autres jeunes écrivaines et écrivains, dont entre autres Alain Farah, Renée Gagnon et Mylène Lauzon, il a participé à la création, après ses études à l'UQAM, de la revue C’est selon (seize numéros) qui a été l'incubateur de la maison d’édition Le Quartanier.
L’œuvre de Daniel Canty est éminemment collaborative, sollicitant plusieurs collectifs d'écrivaines et d'écrivains, mis en page par des collectifs graphiques, tels FEED ou Atelier mille mille. L'auteur emploie l'expression « mise en livre » pour décrire le principe d'une mise en scène livresque inspirée de la mise en scène théâtrale. Il a collaboré avec des artistes contemporains comme Patrick Beaulieu avec qui il a sillonné les États-Unis afin de produire trois livres réunis en un grand atlas : « VVV : Vegas : une odyssée transfrontière sur les chemins du hasard (2012) / Ventury : une odyssée transfrontière à la poursuite des vents d’Amérique (2010) / Vecteur monarque : une odyssée transfrontière sur la piste des papillons monarque (2007) ». Il a publié la version complète de la section Ventury, de cette expérience de géopoétique, dans le livre Les États-Unis du vent (2014).

### Écriture
Son premier livre, Êtres artificiels (1997), est un essai portant sur les automates et les robots dans la littérature américaine. La numérisation du monde, son passage dans le nuagique et cette intrication entre la robotique, le numérique et la littérature sont des motifs et des thèmes qu’il a abordés abondamment dans son œuvre.
En 2006, il a dirigé et conceptualisé le collectif Cité selon, premier roman d’une trilogie constituée également de La Table des matières (2007) et Le Livre de chevet (2009), « ouvrages collectifs aux formes graphiques complexes, où l’art du livre se conjugue à l’art de l’écriture » — La Peuplade. Ces trois ouvrages se sont vus tour à tour attribuer le Grand Prix Grafika-Livres, ainsi que d’autres distinctions.
Avec la trilogie incluant Bucky ball (2014), L’été opalescent (2016) et Mademoiselle Manivelle (2017), et le livre portant sur son père et sur l’origine de sa vocation littéraire, Mappemonde (2016), Daniel Canty explore sa jeunesse, son adulescence à Lachine, dans ce qu’il nomme une « auto-science-fiction ».
Le livre Wigrum (2011) tire son nom de la création typographique du studio FEED qui a également réalisé l'aspect graphique de l'ensemble du roman. La police wigrum existe dorénavant. Roman hybride, constitué de collections d’objets répertoriés et décrits par un personnage à la Borges : « Après un bref récit à la troisième personne, une préface signée Joseph Stepniac et datée de 1989 présente l’énigmatique Wigrum et sa collection, dont les objets sont dits abriter des "histoires inouïes" qui conféreraient à la collection sa faculté d’emprunter sa lumière, ou son "aura", à nos existences communes, lesquelles, en retour, pourraient se l’approprier. » Ce livre, qui a été remarqué, a consacré Daniel Canty comme un écrivain pour un plus large public, ses publications antérieures ayant eu pour la plupart de petits tirages, distribuées souvent en galeries d'art ou, exclusivement, sur des sites Web.
Il est reçu à l'Académie des lettres du Québec en 2017, présenté par Pierre Nepveu.

### Traduction
Il a traduit Charles Simic, Michael Ondaatje, Stephanie Bolster, Benoit Jutras, Erin Moure et Fred Wah. Il a également réalisé une fiction web, un cinéblogue associé au film de Robert Morin, Journal d’un coopérant (2009-2010). Il a participé depuis 2009 à plusieurs résidences, que ce soit à la Maison Laurentienne, située à Aubepierre-sur-Aube, en France (2011), à la Maison de la littérature, à Québec (2018) ou à Passa Porta, à Bruxelles, en Belgique (2020),,.

### Cinéma, art numérique, théâtre
En tant que cinéaste et artiste multimédia, Daniel Canty a réalisé de nombreux films présentés dans des festivals internationaux, des interfaces poétiques et narratives pour le Web, des baladodiffusions, des feuilletons Web. Il a créé en 2014 des automates réciteurs de poèmes destinés à des performances publiques (Operator Act 1 and 2 An alphanumeric electroluminescent automata, avec la musique du compositeur Mikko Hynninen et un libretto de Daniel Canty) et écrit en 2017 des livrets pour automates à l'invitation du Wanderer Spacetime Poetry,.
Parmi les pionniers des fictions interactives, il a adapté en fiction interactive le roman Einstein's Dreams The miracle year, d'Alan Lightman, en 1999, qui fut adapté en trente épisodes Web, financé par Téléfilm Canada et DNA Media.
Il a fondé la section Temps Zéro du FNC (Festival du Nouveau Cinéma), consacrée aux courts-métrages expérimentaux et aux expériences visuelles et numériques diverses, avec Philippe Gajan et Julien Fonfrède.
Avec Sara Diamond et Susan Kennard, il a été à la tête du Interactive Screen, au Banff New Media Institute, de 1998 à 2010. Il y a fondé Horizon zéro et a donné un des premiers ateliers d'écriture pour les nouveaux médias numériques.
Il a également réalisé une fiction Web, un cinéblogue, associé au film de Robert Morin, Journal d’un coopérant (2009-2010).
Il a travaillé avec Marie Brassard sur quelques projets, dont l'adaptation des œuvres de Nelly Arcan au théâtre dans le spectacle La fureur de ce que je pense.
Il enseigne à l'École Nationale de Théâtre et est chargé de cours à l'UQAM,.

## Réception critique
Le poète et critique Thierry Bissonnette décrit sa démarche comme : « S’inscrivant aux marges du littéraire et complexifiant discrètement la notion d’auteur, l’univers artistique de Daniel Canty parcourt allègrement l’espace entre les genres et les disciplines. »
Le réel et l'imaginaire, la fiction et la réalité n'ont pas de frontière dans l'œuvre de Daniel Canty. L'écrivaine et professeure de lettres Sophie Létourneau a écrit à ce sujet : « Les livres de Daniel Canty exigent de la lectrice que je suis (que vous êtes) d’accepter un principe de non-contradiction que la plupart des lecteurs se refusent à admettre, à savoir que l’imaginaire et le réel se confondent. Ayant la réputation d’être compliquée, l’œuvre de Canty présente une seule difficulté : la fiction n’est pas gardée du réel. Pas plus que la première ne se "mélange" à la seconde, comme on se borne souvent à définir l’autofiction. On est plutôt convié à une expérience de lecture dans laquelle l’imaginaire et la vie sont d’une même eau : "Il faut se rendre à l’évidence, est-il écrit dans La Société des grands fonds, que la fiction est composée de la même matière que nous. Qu’elle fait aussi partie de la réalité." ».
L’œuvre de Daniel Canty est foisonnante, mais l’écrivain reste toujours au centre de tous les projets de l’artiste, du cinéaste, de l’éditeur et du traducteur. Il est d’abord et avant tout un homme de mots. Tel que le présente avec justesse le critique et poète Thierry Bissonnette : « Cinéaste, réalisateur de projets multimédias, traducteur, éditeur transversal, maître de l’hybridité, Canty offre à nos sens un véritable théâtre sémiologique, alors que l’enchaînement de ses projets demeure indétachable d’une extrême sensibilité au mot sous toutes ses coutures, de la typographie jusqu’à l’énonciation. »

## Œuvres

### Récits, fictions et romans
- Cité selon. Une construction de Daniel Canty, Montréal, Le Quartanier, 2006,104 p. (ISBN 9782923400129)
- La Table des matières. Une pièce montée de Daniel Canty, Montréal, Le Quartanier, 2007, 256 p. (ISBN 978-2-923400-32-7)
- Le Livre de chevet. Un sommeil suscité par Daniel Canty, Montréal, Le Quartanier, 2009, 256 p.  (ISBN 978-2-923400-60-0)
- A1. Une aventure de Nexttext, Montréal, Obx Labs, 2010, 32 p. Avec Stéphane Poirier (ill.) et Feed.
- Costumes nationaux no 1, Montréal, Punkt Press, 2011, 16 p. Avec Stéphane Poirier (ill.) et Feed.
- Wigrum, Chicoutimi, La Peuplade, 2011, 208 p.  (ISBN 978-2-923530-33-8)
- Les États-Unis du Vent, Chicoutimi, La Peuplade, 2014, 288 p.  (ISBN 9782923530727)
- La société des grands fonds, Saguenay, La Peuplade, 2018, 272 p.  (ISBN 978-2-924898-13-0)

### Essais
- Êtres artificiels, Montréal, Liber, 1997, 156 p. (ISBN 2-921569-43-4)
- Worldlines, literature in time and place. Montréal et Londres, publié avec la participation du Conseil des arts et des lettres du Québec et Acme Studios, 2014, 40 p.
- VVV, trois odyssées transfrontières, Montréal, Éditions du passage, 2015, 224 p. Avec Patrick Beaulieu & al.  (ISBN 9782924397084)
- Mappemonde, Montréal, Éditions du Noroît, 2016, 72 p.  (ISBN 9782897660048)
- La mise en livre, Vancouver, La table des matières et Green College, 2019, 28 p.
- Sept proses sur la poésie, Montréal, Estuaire, 2021, 272 p.  (ISBN 9782921019439)

### Livres d'art et cartes
- Sublunaire. Photopoème. Prototype pour la micro-édition d’un poème narratif et photographique, Montréal, 2004, 32 p.
- Soplo, Montréal, Galerie Art-Mûr, 2007. Avec Patrick Beaulieu.
- Stéréographe. Aventures sur la boucle 2574 de la Société des transports de Laval, Laval, Verticale – centre d’artistes, 2012.
- Operator – act 1. Libretto pour un automate alphanumérique et électroluminescent, Finlande, Lux Helsinki, 2012, 32 p. Avec Mikko Hynninen.
- The condition of things, Londres, SPACE, 2012, 60 p. Avec Douglas Scholes.
- 13 Turns of Fate dans Petite enveloppe urbaine no 20 – GAME, Montréal, Centre de recherche urbaine de Montréal, 2012. crum.ca. Avec Patrick Beaulieu.
- Bucky Ball, Montréal, Artexte, 2014, 104 p.
- Operator – act 2. Libretto pour un automate alphanumérique et électroluminescent, Finlande, Lux Helsinki, 2014, 32 p. Avec Mikko Hynninen.
- Soliton & Gigantume, a brief cosmic drama (trad. Oana Avasilichioaei) suivi de Red Shift, a countdown in time’s clothing, HIJ Reading Series no. 2, Toronto, Bookthug, 2014.
- Le Pavillon de l’insolite, (carte géopoétique), Montréal, Pour La Marche (est haute), Eastern bloc, 2015.
- L’été opalescent, Montréal, La table des matières, 2016, 184 p.  (ISBN 9782981636805)
- Comment je suis devenu un livre, Montréal, Pour Formats X, librairie Formats, 2016.
- Mademoiselle Manivelle, Montréal, La table des matières, 2017, 96 p.  (ISBN 9782981636812)

### Théâtre
- Ad Nauseam, Le Festin de la Veuve. Libretto pour une exposition d’Annie Descôteaux, Saint-Hyacinthe, Orange, 2012, 32 p. Avec Baptiste Alchourroun (ill.) et Annie Descôteaux (ill.).
- La maladie de la réalité, une prescription de Daniel Canty, Montréal, Éditions les Impatients, 2014, 24 p.  (ISBN 9782981344977)

### Cinéma
- Ronde de mémoire. Fiction, 10 min, vidéo, Filmatik : Les Montréaliens, 2003.
- Hôtel de la mer. Expérimental, 6 min, vidéo, 2008.
- Nuit blanche. Expérimental, 32 min, vidéo, La table des matières, 2009.
- Ace of Hearts. Expérimental. 1 min, vidéo, 2009.
- Cinéma des aveugles. Fiction, 20 min, 35 mm, Metafilms, 2010.
- Longuay. Expérimental. 15 min 06, Daniel Canty et Metafilms, 2011.
- La mise en scène. Fiction et animation pour l’installation multi-écran de la Place-des-Arts de Montréal. 3 min, Baillat Cardell & Fils, 2012.
- If ou le rouge perdu. Animation de Marie-Hélène Turcotte, scénario de Daniel Canty et Marie-Hélène Turcotte. 12 min, Québec, L’embuscade, 2016.

### Art numérique
- Einstein’s Dreams. The Miracle Year. Fiction interactive, diffusion Web (30 épisodes), cd-rom et livret. D’après un roman d’Alan Lightman. Produit par DNA Media & Telefilm, 1999.
- Horizon zero. Art + culture numériques au Canada. Banff New Media Institute, 2002.
- La société des grands fonds. Feuilleton Web, 2013. Essais publiés dans Le Bathyscaphe, Montréal, L’Oie de cravan, 2008-2013.
- Journal d'un coopérant. Fiction, 2009.
- La table des matières, 2009.
- Le tableau des départs. Un pays de Daniel Canty, 2011.
- Operator, 2012-2014.
- Costumes nationaux. Feuilleton Web, 2014-2017. Avec Stéphane Poirier et Anouk Pennel-Duguay.
- Les îles invisibles. Déambulatoire réseauté. Human futures, ONF, 2015.
- La somme des pas perdus. Baladodiffusion et microsite Web, Montréal, FTA, 2020.

### Traductions
- Stephanie Bolster, Pierre blanche, Montréal, Éditions du Noroît, 2007, 96 p.  (ISBN 978-2-89018-597-5)
- Charles Simic, Alchimie de brocante, Montréal, Éditions du Noroît, 2010, 124 p.  (ISBN 978-2-89018-695-8)
- Michael Ondaatje, L’homme aux sept orteils, Montréal, Éditions du Noroît, 2011, 64 p.  (ISBN 978-2-89018-729-0)
- Auguste Blanqui, Eternity through the Stars, Donald Young Gallery, New York et Chicago, 96 p., 2012 (1872). Pour Josiah McElheny Some Pictures of the Infinite, The Institute of Contemporary Art Boston, 2012.
- Benoit Jutras et Alain Lefort, Court of Miracles, Québec, VU, 2013, 48 p.
- Erin Moure, Petits théâtres, Montréal, Éditions du Noroît, 2013, 128 p.  (ISBN 978-2-89018-816-7)
- Jacob Wren, Un sentiment d’authenticité, Montréal, Triptyque, 2021, 318 p.  (ISBN 978-2-89801-116-0)

## Prix et honneurs

### Œuvres littéraires
- Prix expozine, meilleur fanzine francophone (ex-aequo), 2005 (C'est selon no 14, revue de poésie)[24]
- Prix de l'Académie de la vie littéraire, Prix Martial-Canterel, 2012 (Wigrum, roman)
- Liste préliminaire, Prix des libraires, 2015 (Les États-Unis du vent, récit)[25]
- Finaliste, meilleur essai sur l'art, 38e prix du magazine canadien (Fondation des prix pour les médias canadiens/National Media Award Fondation), 2015 (Une histoire naturelle: toucher l'ambiguïté de Kerstin Ergenzinger et Thom Laepple chez Oboro, revue Etc, no 103)[26]
- Finaliste, Prix Marcel-Couture, 2016 (VVV, trois odyssées transfrontières, essais et récits)[27]
- Finaliste, Grand prix du livre de Montréal, 2019 (La société des grands fonds, essais)[28]
- Finaliste, Prix littéraires du Gouverneur général, essais, 2019 (La société des grands fonds, essais)[29]

### Conceptions graphiques
- Mention spéciale, Prix Grafika, magazines, Montréal, 2005 (Cité selon. Une construction de Daniel Canty) (Studio FEED)
- Grand Prix Grafika, Livres, 2006 (Cité selon. Une construction de Daniel Canty) (Studio FEED)
- Coupe International Awards, Book Design, Toronto, 2007 (Cité selon. Une construction de Daniel Canty) (Studio FEED)
- Grand Prix Grafika, Livres, Montréal, 2007 (La table des matières. Une pièce montée de Daniel Canty) (Studio FEED)
- Graphex, Vancouver, 2008 (La table des matières. Une pièce montée de Daniel Canty) (Studio FEED)
- Prix Lux, illustrations, Montréal, 2008 (La table des matières. Une pièce montée de Daniel Canty) (Stéphane Poirier)
- Graphex, Vancouver, 2008 (Cité selon. Une construction de Daniel Canty) (Studio FEED)
- Grand Prix Grafika, Livres, Montréal, 2009 (Le livre de chevet, Un sommeil suscité par Daniel Canty) (Studio FEED)
- Prix Lux, illustrations, Montréal, 2009 (Le livre de chevet, Un sommeil suscité par Daniel Canty) (Studio FEED)
- Grand Prix Grafika, Montréal 2011( A1. Livret, affiche et site Web, Hexagram/ObxLabs) (Studio FEED)
- Grand Prix Grafika, Livre-design complet, 2012 (Überlivre – Punkt Press, vol. 1: Des gens, des objets, collectif) (Studio FEED) (Daniel Canty et Anouk Pennel-Duguay, commissaires)[30]
- Grand Prix Grafika, couverture, Montréal, 2012 (Wigrum, roman) (Studio FEED)
- Prix Grafika, typographie, Montréal, 2012 (Wigrum, roman) (Studio FEED)
- Prix Grafika, Montréal, 2013 (Stéréographie, carte géopoétique) (Studio FEED)
- Deuxième prix-Essais et études, 35e concours de la Société Alcuin, 2017 (Mappemonde, essai) (Atelier Mille Mille)[31]

### Traductions
- Mention, Prix John Glassco/John Glassco Translation Prize, 2008 (traduction de Stephanie Bolster, Pierre blanche, (White stones: The Alice poems), poésie)[32]
- Finaliste, QWF Awards, 2013 (traduction de Erin Moure, Petits théâtres, (Little theatres), poésie)[33]

### Cinéma
- Finaliste, Golden Sheaf Award, expérimental, 64th Yorkton film Festival, 2011 (Cinéma des aveugles)[34]
- Golden Sheaf Award, meilleur film expérimental, 65th Yorkton Film Festival, 2012 (D'abord les forêts opus 3)[34]

### Art numérique
- Bronze, Best Overall Design, International Digital Media Awards, San Francisco, 1999 (Einstein's Dreams. The miracle Year. Fiction interactive, diffusion web (30 épisodes), CD-Rom et livres)
- Best Art Site, Sympatico Netlife, Toronto, 1999 (Einstein's Dreams. The miracle Year. Fiction interactive, diffusion web (30 épisodes), CD-Rom et livres)
- Finaliste, EMMA Awards, Amsterdam, 1999 (Einstein's Dreams. The miracle Year. Fiction interactive, diffusion web (30 épisodes), CD-Rom et livres)
- Finaliste, MIM d'or, Cannes, 1999 (Einstein's Dreams. The miracle Year. Fiction interactive, diffusion web (30 épisodes), CD-Rom et livres)
- Finaliste, Prix Moebius International, Montréal, 2000 (Einstein's Dreams. The miracle Year. Fiction interactive, diffusion web (30 épisodes), CD-Rom et livres)
- Prix Boomerang, Montréal, 2011 (Journal d'un coopérant. Fiction, diffusion web, 03.12.2009-30.01.2010, avec Robert Morin)